# ピルグリム航空458便不時着事故
ピルグリム航空458便不時着事故（ピルグリムこうくう458びんふじちゃくじこ）は、1982年2月21日に発生した航空事故である。ラガーディア空港からシコルスキー・メモリアル空港とグロトン-ニュー・ロンドン空港を経由してボストン・ローガン国際空港へ向かっていたピルグリム航空458便（デ・ハビランド・カナダ DHC-6 ツインオッター 100）が、飛行中に火災に見舞われた。パイロットは凍った貯水池に不時着を行った。機体は大破し、乗員乗客12人中1人が死亡した。

## 飛行の詳細

### 事故機

1981年に撮影された事故機

事故機のデ・ハビランド・カナダ DHC-6 ツインオッター 100（N127PM）は1967年に製造番号105として製造され、1968年に初飛行を行っていた。1972年にピルグリム航空に納入された。総飛行時間は27,015時間で、2基のプラット＆ホイットニーカナダPT6A-27を搭載していた。この機体にはイソプロパノールを使用する除氷装置が搭載されており、これは同型機780機中70機に搭載されていた。

### 乗員
機長を務めたのは36歳のトーマス・プリンスター（Thomas Prinster）で総飛行時間は6,500時間だった。このうち2,700時間が同型機によるものだった。プリンスターは事故により体の70％に火傷を負い、6ヶ月間入院した。回復には2年を要したが、飛行業務にはすぐに復帰した。
副操縦士を務めたのは27歳のライル・ホッグ（Lyle Hogg）で総飛行時間は2,100時間だった。そのうち400時間が同型機によるものだった。ホッグは事故により手足や顔に重度の火傷を負い、回復には1年を要したが、飛行業務には復帰できた。1984年、ホッグはUSエアウェイズに入社し、その後ピードモント航空のCEOとなった。プリンスターとホッグは2019年にロードアイランドで開催された航空式典において表彰された。

## 事故の経緯
458便は、ニューヨークからコネチカット州ブリッジポートとグロトンを経由してマサチューセッツ州ボストンへ向かう便だった。グロトン-ニュー・ロンドン空港では、乗員が交代した。458便にはUSエアーの航空機関士を含む10人の乗客が搭乗していた。15時10分、458便はグロトン-ニュー・ロンドン空港を離陸した。管制官は4,000フィート (1,200 m)か7,000フィート (2,100 m)まで上昇できると伝え、パイロットは4,000フィート (1,200 m)までの上昇を選択した。離陸から15分後、パイロットはフロントガラスに着氷が生じていることに気付き、副操縦士は機体の除氷装置を作動させた。事故機に搭載されていた除氷装置は、イソプロパノールを使用するものだった。作動から暫くして、コックピット内でアルコールの匂いがしたため、除氷装置をオフにした。数秒後、操縦桿から明るい灰色がかった煙が出始め、床を覆った。

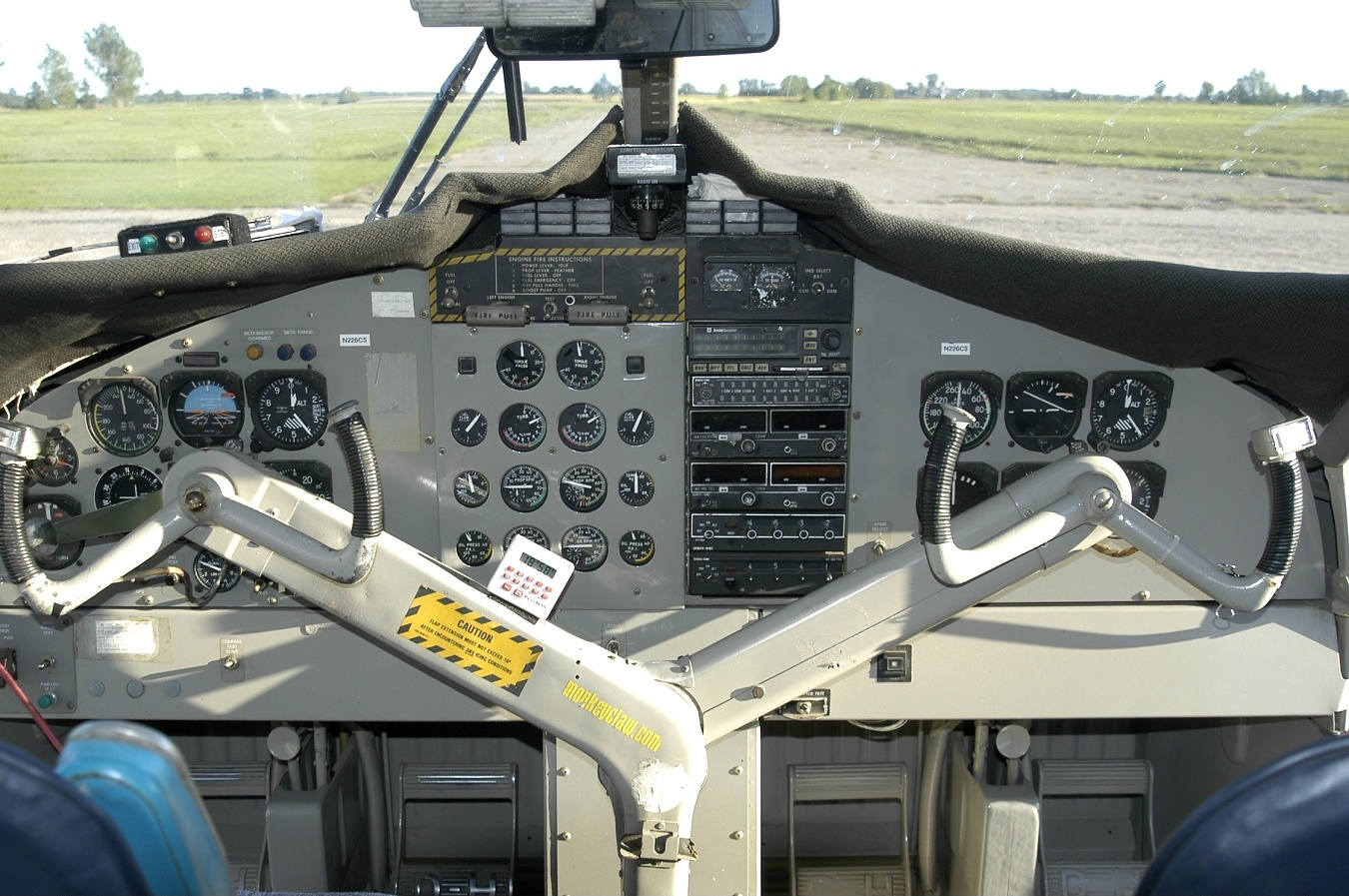
DHC-6のコックピット

15時28分、機長は管制官に「クオンセット、ピルグリム458。プロビデンスへ直行したい。緊急事態だ。」と伝え、プロビデンスの南10kmに位置するT・F・グリーン空港への緊急着陸を要請した。管制官は交信が458便からのものか機長に尋ね、機長は「プロビデンスへ直行したい。緊急事態だ。機内で火災が発生した。」と返答した。管制官は右旋回でT・F・グリーン空港へ進入することを許可し、機長は右旋回しながら降下を開始した。この時点で煙がコックピットに充満し、パイロットの視界は制限されていた。副操縦士は、サイドウィンドウを開き、視界と呼吸を確保しようとした。煙は非常に濃くなっており、副操縦士から機長を視認できないほどだった。機体が雲の下まで降下したとき、コックピットと客室の左前方の床が炎上し始めた。乗客達はコートで火を覆って消火しようと試みたり、煙を排出するためにテニスラケットで2-3個の客室の窓を割ったりした。また、乗客の1人はコックピット内の操縦桿の下から火が出ているのを目撃した。乗客達は、呼吸困難に陥っており、4人の乗客はアルコールのような香りがしたと証言した。機長は後にこのときの様子を「焚き火の中心にいるようだった」と述べている。

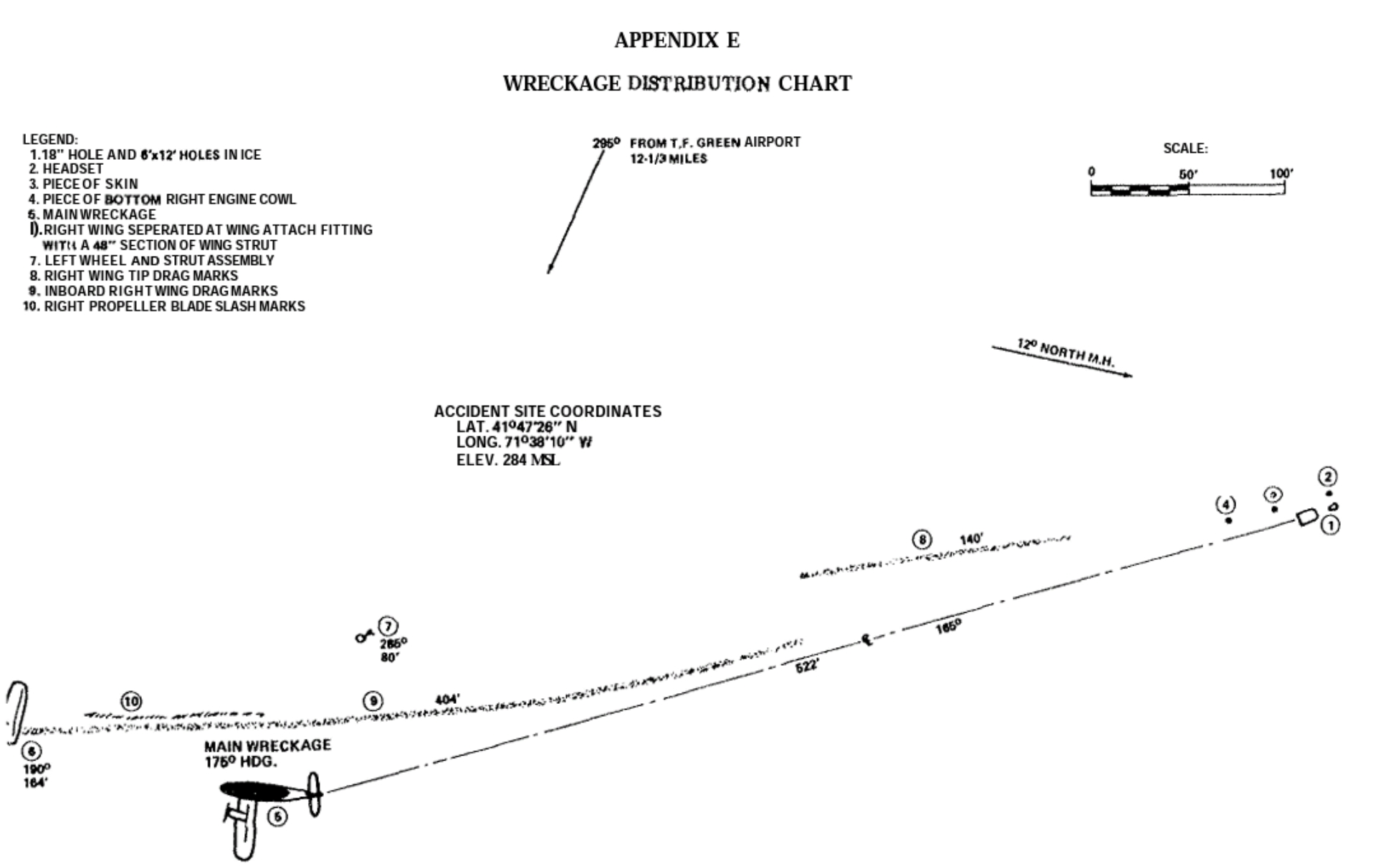
残骸の散乱具合を示した図

コックピット内は高温になっており、ヘッドセットが溶けるほどだった。機長はサイドウィンドウから頭を出して外を見渡し、付近に凍ったシチュエート貯水池があることに気付いた。空港まで辿り着くのは不可能と判断した機長はシチュエート貯水池へ機体を不時着させることを決めた。副操縦士は地表が見えると、機長が凍った湖に不時着を試みていることに気付いた。458便は氷の張ったシチュエート貯水池に不時着した。衝撃により、左主脚と右主翼が機体から分離した。不時着後も火災は続き、乗員乗客12人中11人が脱出に成功した。パイロット達はドアからの脱出を試みたが、火災の熱によりドアが溶接されたため、コックピットの窓から機外へ脱出することを強いられた。

## 事故調査

### 火災について
副操縦士が除氷装置を作動させ、アルコール臭がした直後に灰色がかった煙が発生した。煙は操縦捍の管から噴出し、コックピットに流れ出た。数秒以内に煙は黒い濃いものとなり、コックピット及び客室の一部で炎があがった。両パイロットは火災により重度の火傷を負った。乗客は火災が炎の川のように見えたと証言した。コックピットの床下部分は飛行中の火災と不時着後の火災により完全に破壊されていた。

### 結論
調査を行ったNTSBは最終報告書で以下のことを述べた。 
- 事故機は適切な整備などを受け維持されていた。
- 機体の操縦装置、エンジン、構造などに問題は無かった。
- パイロットは適切な訓練を受け、医学的にも問題は無かった。
- 天候はこの事故に寄与しなかった。
- パイロット達の行動は事故に寄与しなかった。彼らの迅速な行動は緊急事態状況下において最善のものだった。
- 除氷装置からイソプロパノールが流出し、コックピット下部に蓄積していた。
- 除氷装置のポンプが作動すると、気化していたイソプロパノールに引火した。
- イソプロパノールの発火源は特定出来なかった。
- ピルグリム航空の整備士は、除氷装置についての保守問題の重要性を認識していなかった。
- 事故機に搭載されていたものと同型の除氷装置は設計が不十分だった。
- 機内の消火器の位置は、目立つようにマークされていなかった。
- 機内の安全のしおりには消火器の位置や客室上部の脱出ハッチが記載されていなかった。
- 飛行前の説明では、乗客に対してのシートベルトの着用については触れられていなかった。

### 推定原因
NTSBは、飛行中の火災は事故機に搭載されていた除氷装置の設計ミス、及び不適切な整備によって引き起こされたと結論付けた。
また、NTSBは連邦航空局に対して6つの勧告を出した。それらには、イソプロパノールを使用する除氷装置の設計の見直しや、可燃性の液体についての規制の検証などが含まれていた。

## 映像化
- メーデー!:航空機事故の真実と真相 第22シーズン第6話「Fight for Survival」